# Hastaböke naturreservat
Hastaböke är ett naturreservat i Långaryds socken i Hylte kommun i Småland (Hallands län).
Reservatet ligger i den småländska delen av Hallands län, 7 km sydöst om Smålandsstenar. Det är 23 hektar stort och skyddat sedan 2003. Det ligger vid Skärsjöns norra strand.
Här finns mycket gammal skog. Dominerande är granskogen där många träd är 150-250 år. Ännu äldre är vissa tallar som växer i reservatet. En tall har visat sig vara 375 år. Här finns även gammal lövträdsskog. Många av de arter som lever i skogen är beroende av död ved. Därför låter man gamla döda träd finnas kvar. Många ovanliga arter finns i reservatet. Exempel är lunglav, havstulpanlav, kattfotslav, gammelgranslav, atlantärgmossa, fällmossa, vedticka och bronshjon.
I skogsområdet finns bland annat mindre hackspett. Den 8 januari 2005 härjade stormen Gudrun och även Hastaböke drabbades. De stormfällda träden inom naturreservatet har undantagit från röjningen efter stormen av naturvårdsskäl.